# Frank Bencriscutto
Frank Peter Anthony Bencriscutto (* 21. September 1928 in Racine, Wisconsin; † 28. August 1997 in Roseville, Minnesota) war ein US-amerikanischer Komponist. 

## Leben
Er war das neunte von zehn Kindern italienischer Einwanderer. Mit zehn Jahren begann er mit dem Saxophon zu musizieren und bekam regelmäßigen Musikunterricht. Recht schnell musizierte er in Jazz-Ensembles und finanzierte sich damit später das Studium an der University of Wisconsin, in Madison, an der er den Bachelor of Music und den Master of Music absolvierte, der Northwestern University in Evanston/Chicago, Illinois und der Eastman School of Music der University of Rochester in Rochester, New York bei Howard Hanson und Bernard Rogers. Er spielte Solo Alt-Saxophon im berühmten Eastman Wind Ensemble unter Frederick Fennell. 1960 schloss er seine Studien dort mit einem Doctor of Musical Arts der Eastman School of Music ab. 
Im selben Jahr wurde er zum Dirigenten des Blasorchesters und zum Professor der University of Minnesota in Minneapolis berufen und blieb es für 32 Jahre. Er dirigierte in vielen Ländern der Erde. 1969 bereiste er sieben Wochen die Sowjetunion und trat in zehn Städten in 27 Konzerten mit dem University of Minnesota Wind Orchestra auf. Die Tour war so erfolgreich, dass er für das folgende Jahr (1970) bei Dmitri Dmitrijewitsch Schostakowitsch und dem Kultusministerium als offizieller Ehrengast der Sowjetunion zum Internationalen Tschaikowsky-Wettbewerb eingeladen wurde. 1980 absolvierte er mit dem University of Minnesota Wind Ensemble eine Konzerttournee in der Volksrepublik China. 
Für sechs Semester zwischen 1991 und 1996 war er Gast-Professor und Dirigent der Blasorchesters der renommierten Musashino Academia Musicae in Tokio, Japan.

## Werke

### Blasorchester
- 1963 Concertino for Tuba and Band
- 1964 Latina, Latin American Dance
- 1967 Lyric Dance
- 1975 Symphonic Jazz Suite for Concert Band, Jazz Soloists, Jazz-Rock-Combo
  1. Blues
  2. Ballad Rock
  3. Progressiv Jazz
- 1976 Lamp Of Liberty (Symbol Of The American Spirit - The Statue Of Liberty)
- 1976 Serenade for Solo Alto Saxophone and Band
- 1977 Dialogue for Clarinet and Band
- 1978 Six Concert Fanfares
- 1980 Concerto Grosso for Saxophone Quartet and Symphonic Band
  1. Serenity
  2. Revelry
- 1987 Visions of Childhood
- 1988 Lindbergh Jubilee
- Centennial Festival Overture
- Concerto for Clarinet and Band
- Concerto for Trumpet and Band
  1. Allegro jubiloso
  2. Adagio
  3. Allegro spirituose
- Concertino for Clarinet and Band
- Escapade For Trombones
- Festina
- Granite Rock
- Jubilé
- Kaleidoscope
- Let The Light Shine
- Metamorphosis
- Pacific Scene
- Sing A New Song - Psalm 96 for Band and SATB Chorus
- Summer In Central Park
- T.M. Blues
- The President's Trio for Trumpet Trio and Band
- The Spirit of Our Land

### Chormusik
- This is my country für gemischten Chor (SATB)
- America the beautiful für gemischten Chor (SATB)

### Kammermusik
- Rondeau for Percussion and Piano

### Pädagogische Werke
- Total Musicianship für nahezu alle Instrumente des Blasorchesters